# Municipio de Walker Creek
El municipio de Walker Creek (en inglés: Walker Creek Township), es un municipio ubicado en el condado de Lafayette en el estado estadounidense de Arkansas. En el año 2010 tenía una población de 589 habitantes y una densidad poblacional de 4,2 personas por km².

## Geografía
El municipio de Walker Creek se encuentra ubicado en las coordenadas 33°8′48″N 93°31′18″O / 33.14667, -93.52167. Según la Oficina del Censo de los Estados Unidos, el municipio tiene una superficie total de 140.28 km², de la cual 132,88 km² corresponden a tierra firme y (5,28 %) 7,4 km² es agua.

## Demografía
Según el censo de 2010, había 589 personas residiendo en el municipio de Walker Creek. La densidad de población era de 4,2 hab./km². De los 589 habitantes, el municipio de Walker Creek estaba compuesto por el 97,45 % blancos, el 1,19 % eran afroamericanos, el 0,17 % eran amerindios, el 0,34 % eran de otras razas y el 0,85 % eran de una mezcla de razas. Del total de la población el 0,51 % eran hispanos o latinos de cualquier raza.